# Esker Riada
Esker Riada (irisch Eiscir Riada) ist ein System von Höhenzügen, die sich über das Zentrum von Irland zwischen Dublin und Galway erstrecken.

## Geographie

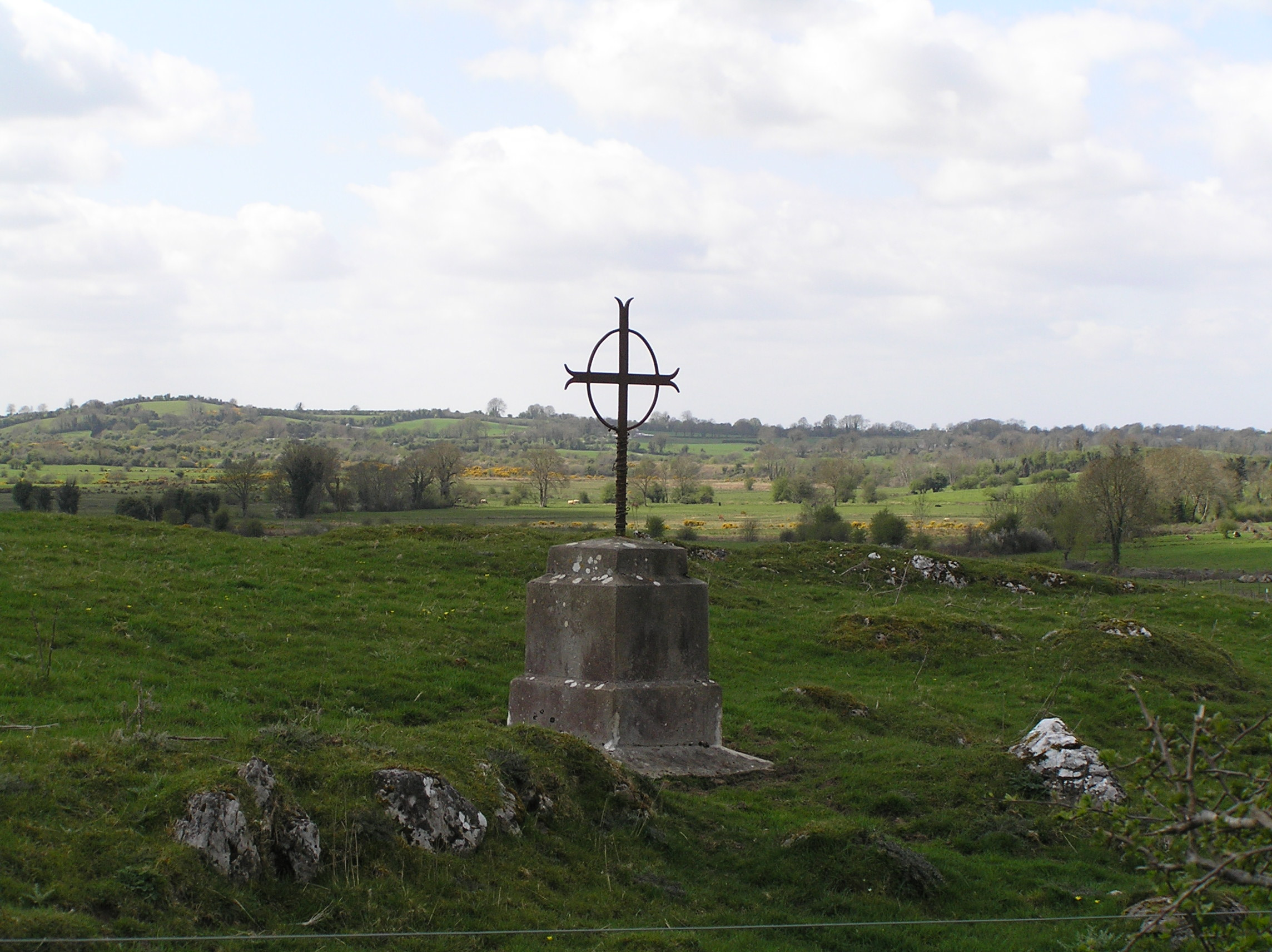
Typisches Landschaftsbild der Esker Riada, County Westmeath.

Die Esker Riada ist eine Ansammlung von Grundmoränen (Eskers), die in den Counties Dublin, Meath, Kildare, Westmeath, Offaly, Roscommon und Galway die Landschaft prägen. Weitere Eskers befinden sich in der Region Teernacreeve von Westmeath und erstrecken sich von Kilbeggan bis Tyrrellspass. 
Die Eskers sind relativ niedrige, langgestreckte Erhöhungen, die aus Sand, Kies und Findlingen bestehen. Sie wurden während der Eiszeiten von Wasserströmen am Grund und am Rand der Gletscher abgelagert und blieben zurück, als die Gletscher am Ende der letzten Eiszeit vor ca. 10.000 Jahren verschwanden.

## Geschichte
Nach einer Schlacht im Jahr 123 n. Chr. bei Maynooth wurde die Insel entlang der Eskers in zwei Einheiten geteilt: „Leath Chuinn“ (Conns Hälfte) im Norden und „Leath Mhogha“ (Moghas Hälfte) im Süden.
Weil die Anhöhen eine sichere Passage durch die Sümpfe der Irish Midlands boten, bildeten sie seit jeher eine Hauptverkehrsader vom Osten in den Westen Irlands. Ein alter Name „An tSlí Mhór“ bedeutet nachgerade „Der Große Weg“.
Der „große Weg“ bildete zum Beispiel auch die Verbindung von Durrow Abbey zur Klostersiedlung Clonmacnoise, welches an der Stelle errichtet wurde, wo der Shannon die Esker Riada durchbricht.
Im Gegensatz zu den umgebenden Mooren boten die eiszeitlichen Sande mit ihren gut entwässernden Böden auch gute landwirtschaftliche Nutzflächen.

## Gegenwart
Bis heute dient die Esker Riada als Highway. Die Trasse der Hauptverkehrsstraße N6 von Dublin nach Galway folgt noch immer dem Verlauf der Esker und entlang der Anhöhe wird auch noch Landwirtschaft getrieben. Ein Ausläufer erstreckt sich bis nach Dublin hinein bis zur High Street und Wood Quay, wo die Wikingersiedlung und das ursprüngliche Fort standen, durch die Dublin seinen Namen Átha Cliath erhalten hatte und von dort läuft die Anhöhe weiter nach Südwesten durch Kilmainham bis zur Greenhills Road.
Die Eskers sind heute auch eine wertvolle Ressource für Baumaterial und werden an vielen Stellen zur Sand- und Kiesgewinnung abgebaut. Zum Glück wurde die Bedeutung für die Kulturlandschaft erkannt und viele Gebiete unter Schutz gestellt. Das County Offaly bemüht sich sogar darum, die Esker Riada zum UNESCO-Welterbe zu erklären.